# Benedict Joseph Flaget

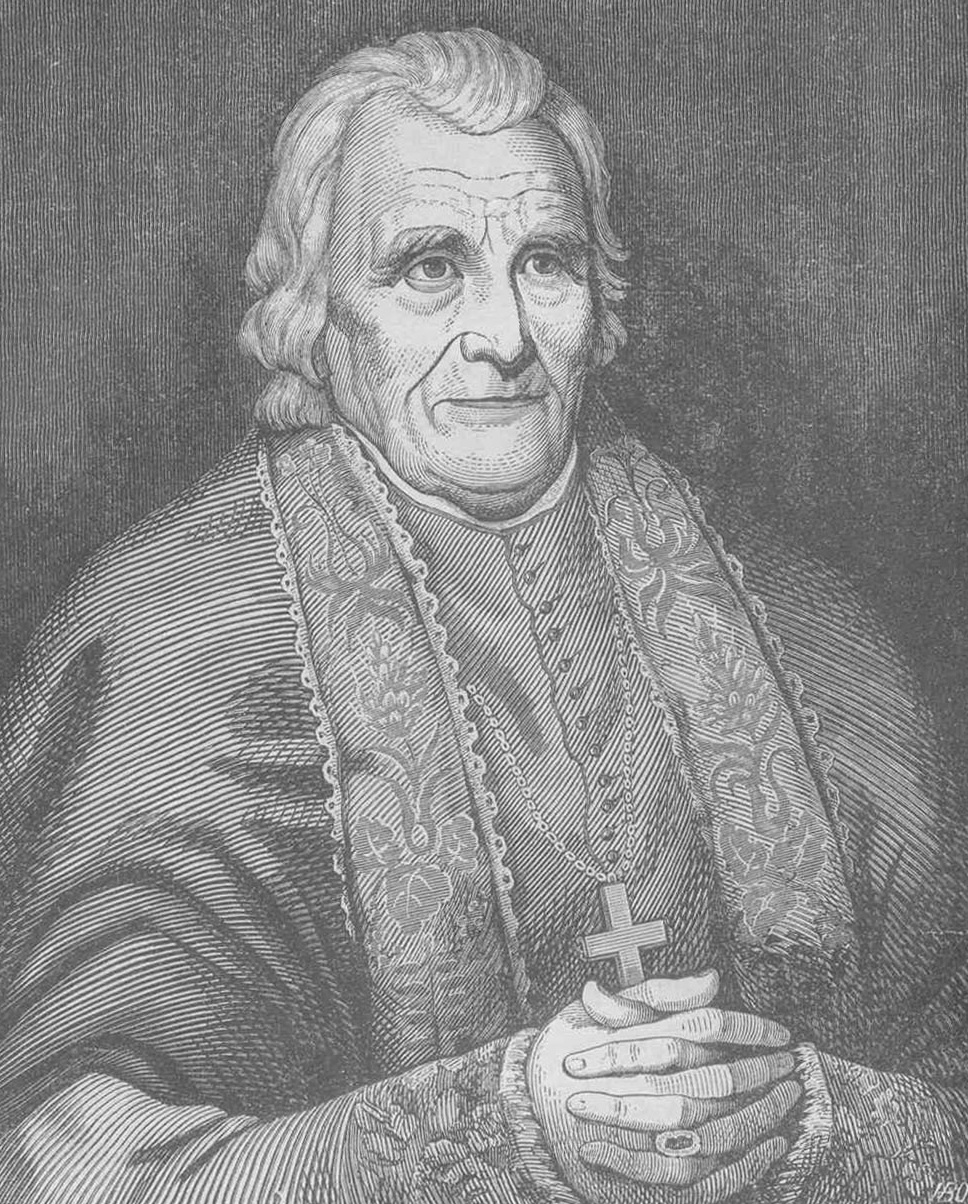
Bischof Benedict Joseph Flaget PSS

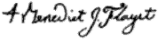

Benedict Joseph Flaget PSS (französisch Benoît-Joseph Flaget) (* 7. November 1763 in Billom, Königreich Frankreich; † 11. Februar 1850 in Louisville, Vereinigte Staaten) war ein französischer Ordensgeistlicher und römisch-katholischer Bischof von Bardstown bzw. Louisville.

## Leben

### Frühe Jahre
Benedict Joseph Flaget wurde am 7. November 1763 in Billom im späteren Département Puy-de-Dôme in der heutigen Region Auvergne-Rhône-Alpes geboren.
Er trat im Alter von 17 Jahren der Gesellschaft apostolischen Lebens der Sulpizianer bei. Am 1. Juni 1788 spendete ihm der Erzbischof von Paris, Antoine-Éléonor-Léon Le Clerc de Juigné, das Sakrament der Priesterweihe. Er war anschließend für je zwei Jahre als Professor für Theologie an der Universität Nantes und am Seminar von Angers tätig. Nachdem das Seminar im Zuge der Französischen Revolution geschlossen worden war, emigrierte Flaget im Januar 1792 von Bordeaux aus in die Vereinigten Staaten. Nach seiner Ankunft wirkte er unter anderem in Baltimore sowie im heutigen Vincennes und Pittsburgh. Zwischen 1798 und 1801 war Flaget mit anderen Sulpizianern auf Kuba tätig. Dort lernte er den späteren König der Franzosen unter der Julimonarchie Louis-Philippe I. kennen, der dort nach einer gescheiterten Reise von New Orleans über Havanna in das heutige Spanien ein Jahr lang mit seinen Brüdern im Exil festsaß. Nach seiner Rückkehr in die Vereinigten Staaten war Flaget für mehrere Jahre am damaligen Georgetown College tätig.

### Bischof von Bardstown

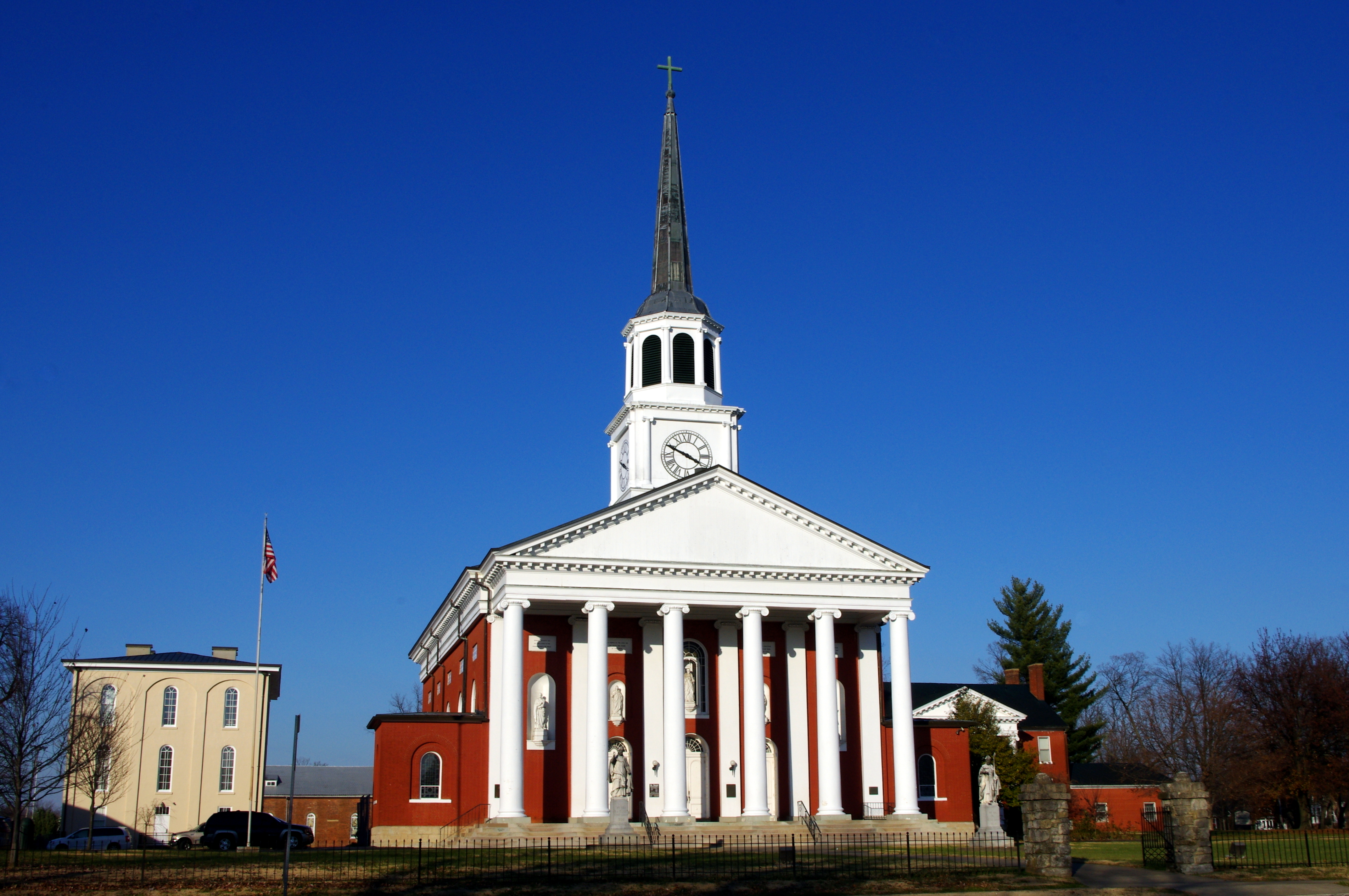
Basilica of Saint Joseph Proto-Cathedral, die in der Amtszeit von Bischof Flaget errichtet wurde

Am 8. April 1808 errichtete Papst Pius VII. mit der Apostolischen Konstitution Ex debito aus Gebietsabtretungen des Erzbistums Baltimore das Bistum Bardstown und ernannte  Flaget zum ersten Bischof der Diözese. Er versuchte zunächst, sich der Ernennung zu widersetzen, indem er in seine Heimat Frankreich segelte, doch nach seiner Rückkehr in die Vereinigten Staaten spendete ihm am 4. November 1810 der Erzbischof von Baltimore, John Carroll, die Bischofsweihe; Mitkonsekratoren waren Jean-Louis Lefebvre de Cheverus, Bischof von Boston, und Michael Francis Egan OFM, Bischof von Philadelphia. Als Bischof des damaligen Bistums Bardstown zeigte Flaget sich für die Katholiken auf dem Gebiet von insgesamt zehn heutigen Bundesstaaten verantwortlich, darunter Kentucky, Missouri, Tennessee, Illinois, Indiana, Ohio und Michigan. Auf dem Gebiet, über welches sich die damalige Diözese erstreckte, existieren heute 35 verschiedene römisch-katholische Bistümer. In seiner Amtszeit ließ Flaget in Bardstown die St. Joseph Cathedral errichten. Am 4. Juli 1817 wurde Flaget sein Landsmann John Baptist Mary David PSS als Koadjutorbischof zur Seite gestellt. Am 25. August 1832 löste David ihn als Bischof ab, trat aber bereits im darauffolgenden Jahr zurück. Daraufhin wurde Flaget erneut als Bischof der Diözese eingesetzt.

### Bischof von Louisville

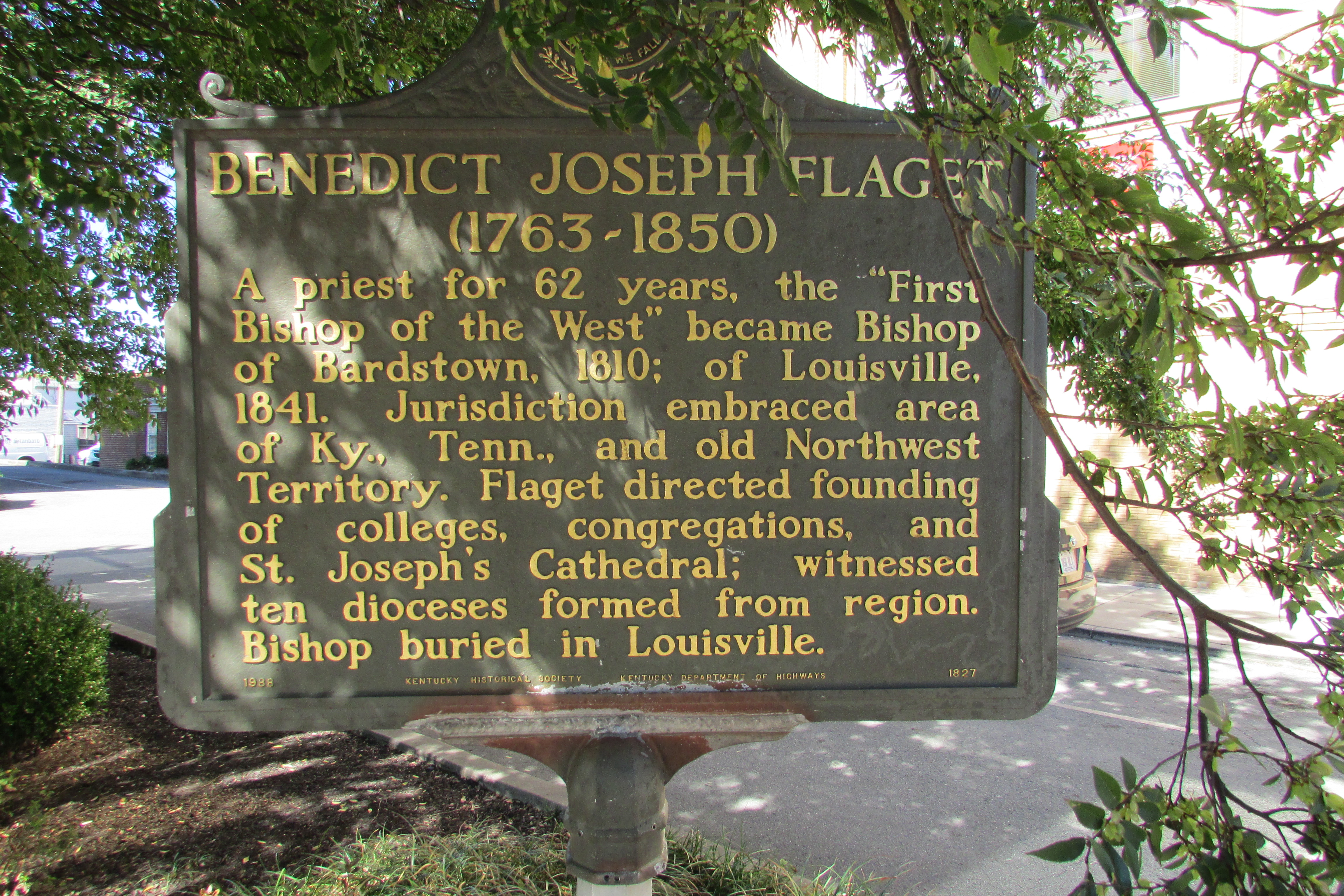
Gedenktafel für Bischof Flaget

Am 13. Februar 1841 wurde das Bistum Bardstown in ein Titularbistum umgewandelt und an seiner Stelle das Bistum Louisville errichtet, womit Flaget zum Bischof von Louisville wurde. Nach insgesamt 39-jähriger Bischofszeit verstarb Flaget im Alter von 86 Jahren in seiner Bischofsstadt und wurde in der Gruft der Cathedral of the Assumption in Louisville beigesetzt.